# Monte Santu Padre
Il monte Santu Padre è una delle cime più elevate della catena del Marghine, con i suoi 1.025 metri sul livello del mare. Si trova in territorio di Bortigali, nella provincia di Nuoro.

## Descrizione
Si tratta di un antico vulcano le cui rocce costituenti sono basalto, trachite rosa e verde, andesite e riolite. Dalla vetta si può osservare un paesaggio che abbraccia buona parte della Sardegna centrale e sud-occidentale, dal massiccio del Gennargentu ai monti del Sulcis, dalle colline del Logudoro ai monti delle Baronie, sino al  mare di Oristano e Bosa.

### Origine e significato del nome
Deve il suo nome ad un'evoluzione dell'antico toponimo "Santu Antipatre", citato nel Condaghe di San Nicolò di Trullas.

### Flora e fauna

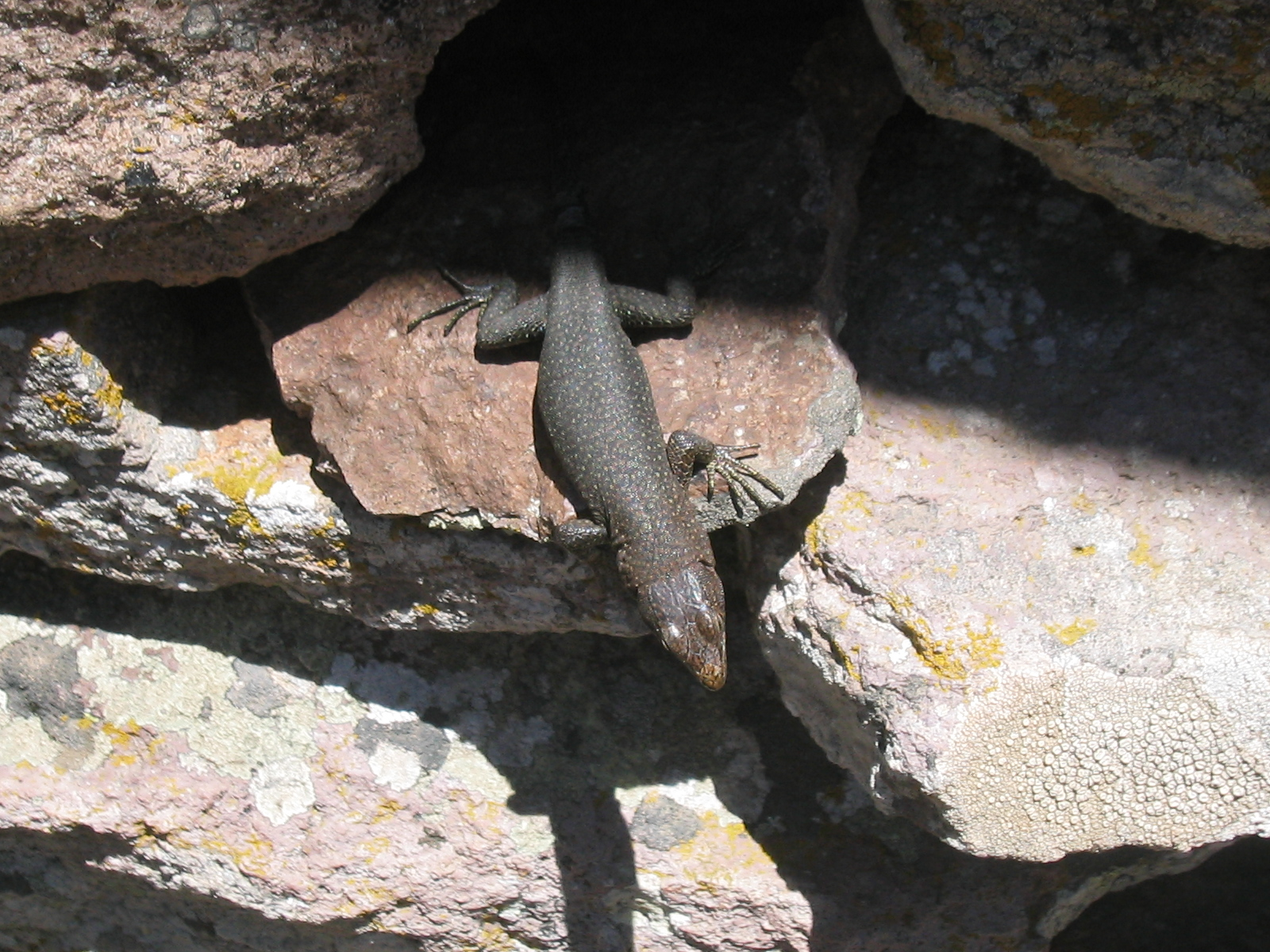
Una lucertola del Bedriaga fa capolino dalle pietre della casetta che ospita le vedette.

La flora è costituita da erbe tra le quali risultano osservabili durante la primavera le fioriture di specie come l'orchidea cimicina (Anacamptis coriophora ssp. fragrans), l'orchide cornuta (Orchis longicornu), l'orchidea farfalla (Anacamptis papilionacea) e l'ofride fior di vespa (Ophrys tenthredinifera) e numerose altre specie di piante annuali o biennali come la digitale purpurea (Digitalis purpurea). La flora arborea è rappresentata da roverelle (Quercus pubescens), lecci (Quercus ilex), sughere (Quercus suber), ciliegi selvatici (Prunus avium), meli selvatici (Malus sylvestris), agrifogli (Ilex aquifolium), aceri minori (Acer monspessulanum).
La fauna è rappresentata da specie come il cinghiale (Sus scrofa), la volpe (Vulpes vulpes ichnusae), la donnola (Mustela nivalis), il topo quercino (Eliomys quercinus sardus), la martora (Martes martes) ed il gatto selvatico (Felis lybica sarda). Tra le rocce si può osservare la lucertola di Bedriaga (Archaeolacerta bedriagae), rettile endemico di Sardegna e Corsica segnalato recentemente in quest'area. Tra gli uccelli è possibile avvistare, oltre a quelli comuni di piccola e media taglia, la poiana (Buteo buteo), il nibbio reale (Milvus milvus), il falco pellegrino (Falco peregrinus) e, raramente, il grifone (Gyps fulvus).

## Storia
Sul pianoro che si trova dietro le rocce che fanno da coronamento alla sua vetta sono visibili le rovine di un'antica chiesa dedicata a san Barnaba, il cui simulacro è attualmente custodito nella chiesetta di Sant'Antonio, a Bortigali.
Durante la seconda guerra mondiale la montagna forniva  protezione contro eventuali attacchi aerei all'abitato di Bortigali che, anche per questo motivo, venne scelto come sede del Comando supremo delle forze armate della Sardegna.
Sulla vetta del monte si trova una postazione di avvistamento antincendio gestita dell'Ente foreste della Sardegna.

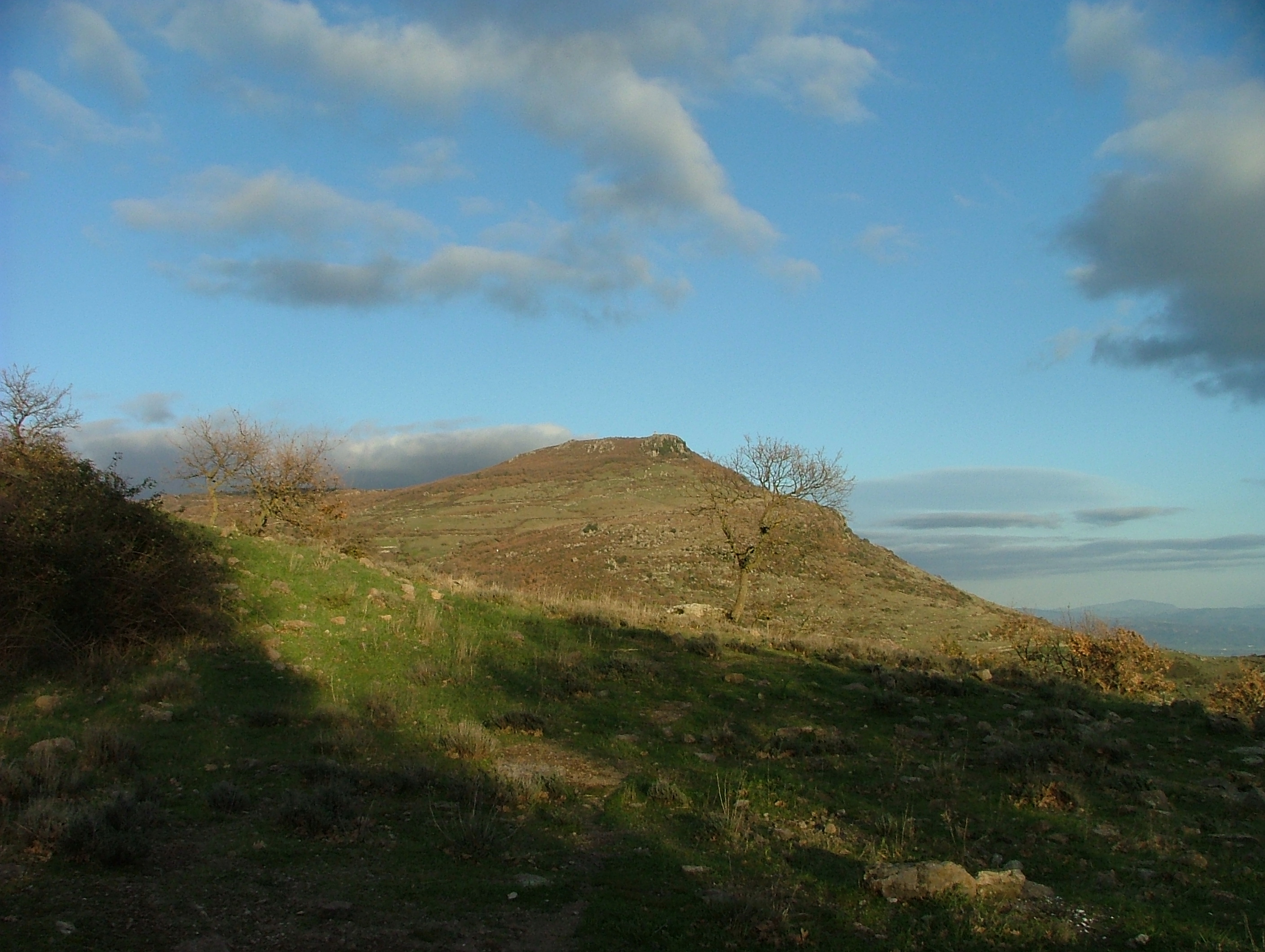
Vista dalla strada per Mulargia

## Escursionismo e parapendio
La cima del monte è raggiungibile percorrendo un facile sentiero escursionistico che inizia da Bortigali. Il tragitto si sviluppa per una lunghezza di 10,5 km (circa 4 in andata dal versante ovest passando per le località di  Cannarza e  Mànigos, e i restanti in ritorno, scendendo per il versante est attraverso le località di S'atta 'e Suerzu 'e Pala e S'atta 'e sa Prama), superando un dislivello di 510 metri. Il sentiero è dotato di un sistema di segnalazione.
La vetta della montagna è diventata una delle basi più ricercate dagli appassionati di parapendio in Sardegna. Il 21 giugno 2011 è stato effettuato proprio da Bortigali il volo più lungo, con una distanza coperta di 74 chilometri.